# 比格克里克 (密蘇里州)
比格克里克（英語：Big Creek）是位於美國密蘇里州德克薩斯縣的非建制地區。

## 歷史
比格克里克的郵局於1867年設立，其後於1909年停運。

## 地理
比格克里克所處的海拔為高於海平面371米（即1217英呎），而該地所採用的時區為UTC-6，即北美中部時區（CST）。同時該地設有夏令時間，為UTC-6調快一小時，即UTC-5（CDT）。